# 中国大戏院 (天津)
中国大戏院始建于1934年，竣工于1936年8月。坐落在天津法租界的狄总领事路（Rue Dillon）（今天津市和平区哈尔滨道104号），是当时天津一座具有代表型的大型文艺演出娱乐场所。该建筑也是天津市文物保护单位和重点保护等级历史风貌建筑。

## 建设缘由
1934年，京剧表演大师周信芳来天津演出，“天津八大家”之一的孟少臣先生设宴欢迎周信芳。在席间，周信芳提到天津应当有一座大型剧场。之后，孟少臣先生便提议为天津建一座大剧场。当时，天津众多商家名流筹得五十余万银元并向社会公开出售股票，马连良、周信芳、姜妙香、尚绮霞等京剧名家都纷纷参股投资。曾任中华民国北洋政府国务总理、巴黎和会首席谈判代表顾维钧出让自己名下天津法租界20号路天增里旁土地2700平米的土地建设中国大戏院。

## 建筑形式
中国大戏院由法国乐利建筑工程公司的瑞士工程师洛普（LOUP）和英国工程师扬（B.C.YOUNG）联合设计，建筑面积为7770平方米，为局部五层大跨度钢架穹顶结构建筑，外檐立面采用朴现代建筑形式设计，局部加以装饰。戏院内部设有贵宾包厢、休息室、贵宾接待室、售票处。剧场内没有支柱，观众从各个角度看戏均不受影响。剧场中有2380个坐席并分为三层，舞台为弧形，并设有乐池和电动升降式布景吊杠，后台设有大型化妆室，楼顶还设有露天电影、舞场及场内电影。此外，戏院还安装了美国奥的斯第一代电梯（至今仍在使用中）。

## 落成仪式
1936年9月19日，中国大戏院举行开幕典礼。时任天津市市长张自忠将军为戏院剪彩，由于首任经理孟少臣病重，便由马连良先生主持剪彩仪式并代表中国大戏院向社会各界直答谢词。之后，姜妙香、李洪福、刘连荣、茹富蕙和马连良演出了《群英会》、《借东风》等剧目，马连良先生加演《跳加官》。据说，《跳加官》是农历初五唱的戏，戏中的财神最后把一个用金纸糊成的大元宝抛给观众。而马连良先生在戏中把元宝抛给站在台口的经理孟少臣。

## 历史演出
曾经在中国大戏院登场的艺术家有：
- “四大名旦”
- “四小名旦”
- “四大须生”
- 白玉霜
- 刘翠霞
- 新凤霞
- 金宝环
- 银达子
- 马金凤

曾经在中国大戏院上演的演出有：
- 1934年9月19日—10月16日，马连良：《胭脂宝褶》、《失空斩》、《铁莲花》、《大溪皇庄》等。
- 1934年10月17日，梅兰芳、奚啸伯、杨盛春、姜妙香、萧长华、刘连荣、朱桂芳、姚玉芙、王少亭、于连仙：《宇宙锋》《生死恨》等。
- 1936年11月11日，梅兰芳与杨小楼：《长坂坡》、《霸王别姬》等。
- 1961年，赵慧秋：《勘玉钏》等。
- 1962年，侯喜瑞：《法门寺》等。

## 戏院经理
中国大戏院建成至今共有16任经理。其中，孟少臣为首任经理，中华人民共和国成立后，诗人鲁藜任建国后首任经理。作家何迟、曲艺名家丁元相继做过经理，现任经理为万里。

## 现状
中华人民共和国成立后，中国大戏院曾进行过多次改造和修建。2000年，天津市人民政府对中国大戏院进行了大规模改造，重新装修了外檐、观众大厅、贵宾室、化妆室并改善了供暖、供电、空调、上下水等设施功能。目前，中国大戏院有1077个座席，还附属喜缘宾馆、小剧场、戏迷影厅、多功能会议厅等配套设施设备。接待中国三十多个省、市、自治区的百余个京剧、地方戏、歌舞、交响乐、话剧、曲艺、杂技等艺术表演团体以及日本、法国、美国、俄罗斯、墨西哥、巴西、埃及等国外戏剧、艺术表演团体。

## 文化活动
- 第一届全国戏曲艺术观摩汇报演出华北地区汇演
- 首届中国京剧艺术节
- 中国民族戏曲优秀剧目大汇演
- “和平杯”国际京剧票友大赛
- 纪念梅兰芳先生诞辰
- 马谭杨奚四大流派纪念演出
- 全国京剧青年团队新剧目汇演
- 全国“新苗奖”少儿京剧邀请赛
- 中央电视台“空中戏院天津行[5]